# 一二三 (音楽プロダクション)
株式会社一二三（ひふみ、英: Hifumi,inc.）は、日本の音楽プロダクション。

## 概要
2011年3月設立。主にインターネット上で活動していた音楽クリエイターや、アニソン・シンガーが所属している。またプロデューサーとして音楽評論家の佐藤譲が所属。

## 所属アーティスト

### 歌手
- 成瀬瑛美
  - でんぱ組.incの元メンバー。2022年7月31日に『DEARSTAGE Inc.』を退社し、翌8月1日より所属[1]。
- 環みちる
- 藍月なくる
- 棗いつき

### クリエイター
- 水島精二
  - アニメーション監督。『シャーマンキング』、『鋼の錬金術師』、『機動戦士ガンダム00』など様々な作品を手掛ける。
  - 2005年の『劇場版 鋼の錬金術師 シャンバラを征く者』は、第60回毎日映画コンクールアニメーション映画賞を受賞。
  - 2015年、第20回アニメーション神戸賞・個人賞を受賞。近年DJとしても活動中。
- 堀向麻未
- DJ WILDPARTY
- fu_mou
  - 読みは「ふもう」。エレクトロニカ、ドラムンベース、ロック系のサウンドを主に手がける。同じ事務所に所属する黒崎真音の楽曲制作や、私立恵比寿中学、アップアップガールズ（仮）、ナノ (ミュージシャン)、声優の相沢舞、三澤紗千香の楽曲制作、サウンド・プロデュースを行っている。
- 佐高陵平
  - 別名「y0c1e」。読みは「よしえ」。エレクトロニカや電波ソング、アニメソングなど幅広く手がける。かつてはボカロPとしても活動。2013年にはアニメ『琴浦さん』第5話ED「ESP研のテーマ」の作詞・作曲・編曲、アニメ『恋愛ラボ』のOP「恋愛したいっ！」の作曲・編曲を担当。2014年はアニメ『人生相談テレビアニメーション「人生」』のOP「凸凹（でこぼこ）解決せんせーしょん」の作詞・作曲・編曲、アニメ『白銀の意思 アルジェヴォルン』のED「フェイス」の作詞・作曲を担当。また永山ひろなおと共同でテレビアニメ『なりヒロwww』の劇伴も手がける。
- エンドウ.
- 板倉孝徳
  - 1991年08月26日生まれ、鹿児島県出身。専門学校卒業後、パチンコ遊技楽曲やアイドルに楽曲提供の後、2014年にHifumi,inc.所属となる。作詞作曲編曲のほか、自身の楽曲のほとんどのギター演奏も担当している。
- 佐藤陽介
  - 別名、4sk。1991年生まれ、宮城県登米市出身。2014年12月より東京に拠点を移す。 ネットレーベル文化に感化され、2008年から本格的に制作活動を開始。  ポップでキャッチーでエッジの効いたサウンドを根底に置きエレクトロやダブステップなどのクラブミュージックから  ロック、ポップスなど幅広いジャンルやシーンで活動中。  最近の活動としてはアイドルグループ「アップアップガールズ（仮)」への楽曲提供やアニメ「ロボティクス・ノーツ」劇伴remix、川田まみ、民安★ROCKへのリミックス提供など。
- 彦田元気
  - 2009年から音楽活動を開始。 クラブミュージックを中心とした曲を制作し、DJイベントにも精力的に出演する中でその実力を認められHARDCORE TANO*Cに所属。2012年にコナミの音楽ゲームBeatmania IIDXに楽曲を提供。その他にDj TAKAの「Broken」やDJ YOSHITAKAの「Lisa-Riccia」のリミックス、ごくせんテーマ曲の公式リミックスを手がけるなど各所での活躍を経て、株式会社一二三の作曲家として活動を開始する。フィギュア・スケート・アニメ『ユーリ!!! on ICE』のEDテーマ「You Only Live Once」の作編曲を手がける。
- Emufucka
- 伊藤タカシ
- sky_delta
- グシミヤギヒデユキ
- おぐらあすか
- 伊藤嵩也
- 齋藤大
- 櫻澤ヒカル
- 古峰拓真
- Batsu
- 宇佐美祐二
- NARUMI HELVETICA
- 伊月衛
- yuzen
- 遠藤信吾
- オノダヒロユキ/mft
  - 作詞家/ゲームデザイナー。元バンダイナムコゲームスで、作詞家名mftとして『THE IDOLM@STER』楽曲の作詞を行っている。
  - 代表曲は「ポジティブ！」「relations」「迷走Mind」「フタリの記憶」「Do-Dai」「オーバーマスター」「ショッキングな彼」「ALIVE」など。
- 山本メーコ
- 陽茉莉-himari-
- 森俊輔
- 椋野裕貴
- いぬもと
- 佐々木海斗
- みなも
- 4mb3r
- のをか
- Cube
- えいりな刃物
- 天音トウ
- 黒木久勝
- BUGLOUD
- 読谷あかね

### ユニット
- Endorfin.

### プロデューサー
- 木戸文祥
- 荒木悟
- 佐藤譲
  - 株式会社一二三代表取締役。ラスマス・フェイバーが手がけるアニソン・ジャズ・カバー・アルバム『プラチナ・ジャズ』シリーズのプロデュースなどを行う。元・株式会社ロッキング・オン。

## 過去の所属アーティスト
- 冨田明宏
  - 音楽評論家/プロデューサー/ラジオパーソナリティー。執筆業の傍ら、黒崎真音やClariSを発掘、プロデュースなどを行う。声優の内田真礼の音楽プロデュースも手掛けている。2021年5月に一二三を退社。2022年4月からアリア・エンターテインメント/株式会社Sに所属。
- 黒崎真音
  - 東京都出身のアニソン・シンガー。ALTIMA、ALICesのメンバー。所属レコードレーベルはNBCユニバーサル。血液型はA型。愛称は「ヲ嬢」。2022年5月に一二三との契約終了、2023年2月16日[2][3]に亡故、最終はART ONE Entertainmentに所属。
- Hikaru// (NBCユニバーサル・エンターテイメントジャパン)
  - Kalafinaの元メンバー。2018年10月に『スペースクラフトプロデュース』を退社し、2019年11月から2022年11月まで所属[4]。2020年5月にソロプロジェクトH-el-ical//としてメジャーデビュー。契約終了後はオクルトノボルにエージェント契約として所属[5]。
- 藤村鼓乃美